# بورکهارد ابرت
بورکهارد ابرت (انگلیسی: Burkhard Ebert؛ زادهٔ ۴ ژوئیهٔ ۱۹۴۲) دوچرخه‌سوار اهل آلمان است.